# Burro de Poitou

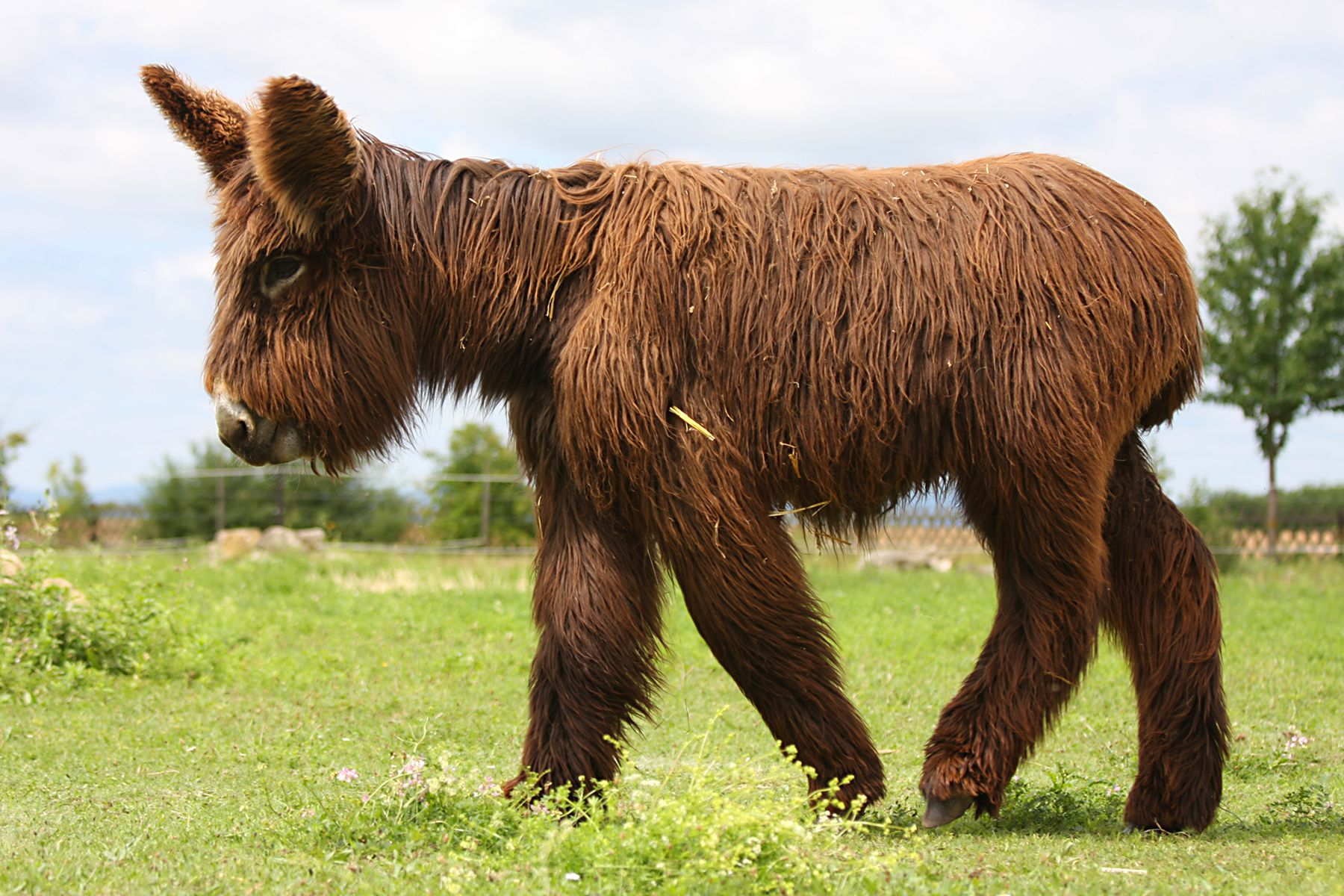
Filhote fêmea de um ano

O burro de Poitou, também chamado de baudet du Poitou ou burro Poitevin, é uma raça francesa de burro. É uma das maiores raças, e os jumentos (garanhões burros) foram cruzados com éguas da raça de cavalo Poitevin para produzir mulas Poitevin, que antes eram muito procuradas em todo o mundo para trabalhos agrícolas e outros. O burro tem uma pelagem característica, que cai em longas mechas desgrenhadas ou cadenetes. Por esse motivo, também é apelidado de "burro de dreadlocks".
O burro de Poitou se desenvolveu na antiga província francesa de Poitou, possivelmente a partir de burros introduzidos na área pelos romanos. Eles podem ter sido um símbolo de status durante a Idade Média e, no início do século XVIII, as características físicas deles já estavam estabelecidas. Um livro genealógico para a raça foi criado na França em 1884, e no século XIX e início do século XX eles foram usados para a produção de mulas em toda a Europa. Durante esse mesmo período, as linhagens de burros de Poitou também foram usadas para desenvolver outras raças de burros, incluindo o jumento mamute estadunidense nos Estados Unidos. 
O aumento da mecanização em meados do século XX viu um declínio na necessidade e, consequentemente, na população da raça, e em 1977, uma pesquisa encontrou apenas 44 membros no mundo todo. Esforços de conservação foram iniciados por vários criadores e organizações públicas e privadas, e em 2005 havia 450 burros de Poitou de raça pura.